# Depot von Soběchleby
Das Depot von Soběchleby (auch Hortfund von Soběchleby) ist ein Depotfund der frühbronzezeitlichen Aunjetitzer Kultur aus Soběchleby, einem Ortsteil von Blšany im Ústecký kraj, Tschechien. Es datiert in die Zeit zwischen 2000 und 1800 v. Chr. Das Depot ist heute zwischen dem Naturhistorischen Museum in Wien, dem Nationalmuseum in Prag, dem Südböhmischen Museum in Budweis, dem Museum in Chomutov, dem Regionalmuseum Teplice und dem Prähistorischen Institut der Karls-Universität Prag aufgeteilt. Ein Gegenstand befindet sich wahrscheinlich in Privatbesitz.

## Fundgeschichte
Das Depot wurde 1888 westlich von Soběchleby bei Regulierungsarbeiten im Hopfengarten entdeckt. Es lag in einer Tiefe von 50 cm. Die Fundstelle befindet sich am Nordosthang eines Hügels.

## Zusammensetzung
Das Depot war in einer Keramikschüssel niedergelegt worden. Darin befanden sich zahlreiche Bronzegegenstände. Im ursprünglichen Fundbericht werden eine Spirale, 30–40 Ringe und über 30 Beile erwähnt. Die Gegenstände wurden zunächst unter mehreren Privatpersonen aufgeteilt. Der Großteil konnte später für mehrere öffentliche Sammlungen erworben werden. Nach deren Inventaren bestand das Depot aus folgenden sicher zuzuordnenden Gegenständen: eine Armspirale, 29 Ösenhalsringe, 23 Randleistenbeile, ein Absatzbeil, zwei Armmanschetten, ein Armring aus doppeltem Draht, ein Hammer, ein Stab mit konischen Enden und ein Goldring.
Die Gegenstände waren so angeordnet, dass im Gefäß zuunterst die Spirale lag. Darüber waren die Ringe gestapelt und in deren Zwischenräume die Beile gesteckt. Zur ursprünglichen Lage der anderen Gegenstände liegen keine Angaben vor.
In Wien befinden sich die Scherben der Keramikschüssel, die Armspirale, 21 Ösenhalsringe, 15 Randleistenbeile und das Bruchstück eines weiteren, die Manschetten und der Hammer. Ins Nationalmuseum nach Prag gelangten nacheinander zwei Ensembles. Das erste bestand aus einem Ösenhalsring und zwei Randleistenbeilen. Dieses ist heute verschollen. Das zweite, noch erhaltene Ensemble besteht aus vier Ösenhalsringen und drei Randleistenbeilen. In Budweis befinden sich ein Ösenhalsring und ein Randleistenbeil, in Chomutov ein Ösenhalsring, ein Bruchstück eines weiteren, das Absatzbeil, der Armring und der Stab und in Teplice ein Ösenhalsring. Ins Prähistorische Institut in Prag gelangte ein Randleistenbeil, das heute verschollen ist. Der Goldring verblieb wahrscheinlich in Privatbesitz.